# Remences

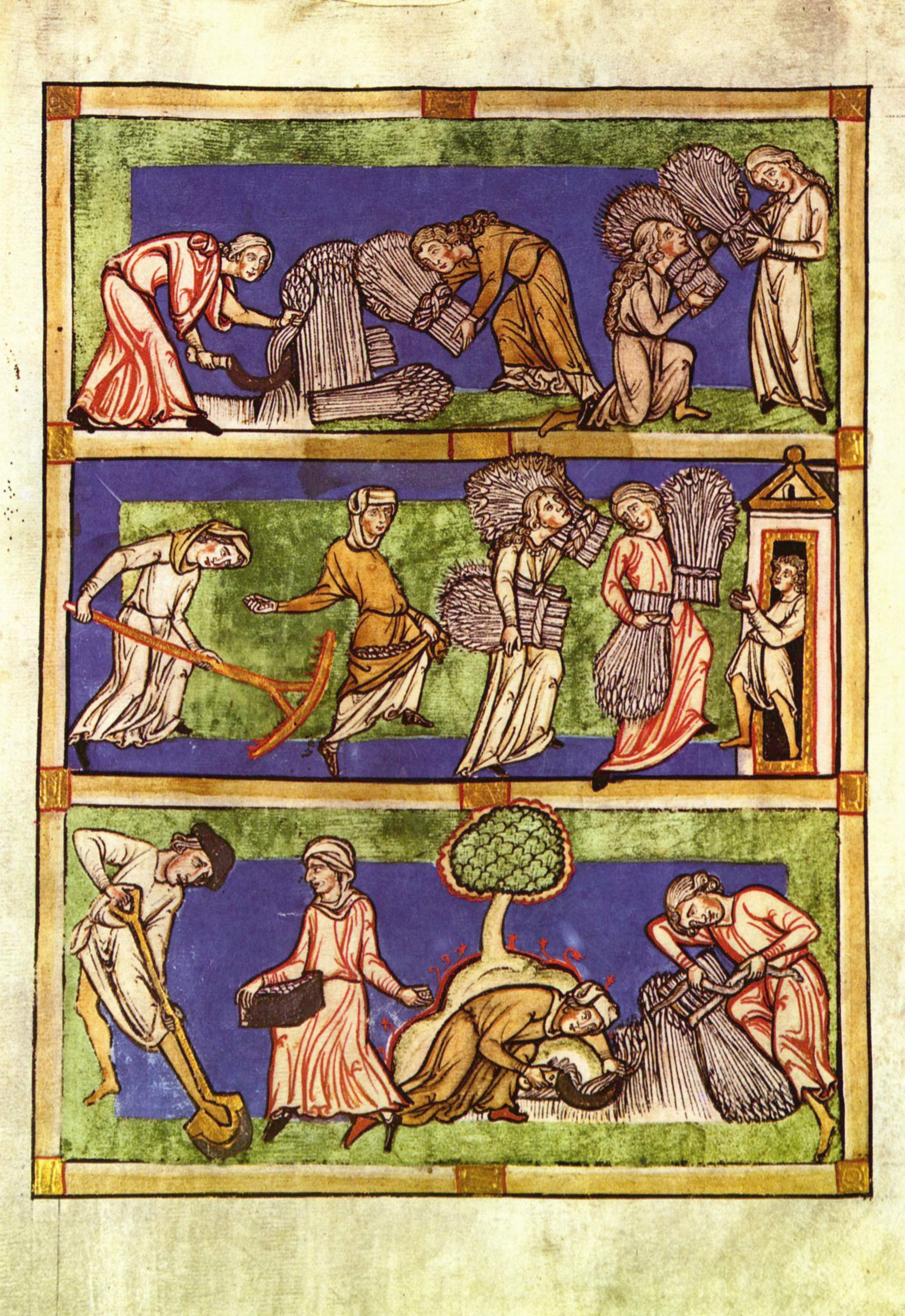
Els pagesos de remença estaven al límit de la resistència de les injustes servituds.

A la Catalunya feudal, els remences o pagesos de remença eren pagesos sotmesos a la servitud de la gleva que no podien abandonar el mas sense haver-se redimit del seu senyor. La redempció o remença era la taxa que havien de pagar i que també afectava als fills dels remences perquè aquesta era una condició hereditària.

## Antecedents
El camp, durant el segle xiii i els primers decennis del segle xiv, va estar molt poblat. A la Catalunya Vella, on predominaven els masos dispersos, es conreava qualsevol terreny.
La producció es va mantenir abundant i estable. Els nobles, l'Església i alguns burgesos van invertir diners en la creació de masos i van dividir les unitats de producció per tal d'aconseguir més masovers, parcers o mitgers.
Però al segle xiv comença una crisi a causa de la mortalitat (bàsicament per la pesta negra) i de l'emigració cap a la ciutat, que va provocar una davallada de la població al camp. Això va comportar que la terra conreada disminuís i, conseqüentment, els ingressos dels senyors. Per contrarestar aquesta disminució d'ingressos, augmenten la pressió sobre els pagesos amb el consegüent malestar.
Els masos abandonats (masos rònecs) comencen a ser habituals i els pagesos del voltant que encara resisteixen, els ocupen i exploten pel seu compte, enfortint el seu poder i força davant els senyors feudals.

## La posició reial
En el canvi de segle, tant Joan I (1387-1396) com Martí l'Humà (1396-1410) i l'esposa d'aquest, Maria de Luna, van orientar la política reial vers les súpliques pageses de llibertat i abolició dels mals usos.
Però a la mort de Martí l'Humà sense descendència, s'entronitza com a rei de la Corona d'Aragó Ferran d'Antequera mitjançant el compromís de Casp.
Encoratjats els senyors amb el canvi dinàstic, aprofiten les Corts de Barcelona de 1413 convocades per Ferran I d'Antequera per atendre les demandes econòmiques del monarca a canvi d'aconseguir la reparació dels greuges soferts i l'aprovació de la constitució antiremença, que permet al senyor poder fer foragitar de Pau i Treva el pagès que abandonés el mas i a aquells que, després de canviar de domicili, pretenien mantenir els seus drets sobre les terres i amenaçaven els senyors i els nous cultivadors (en referència als que ocupaven i explotaven amb tercers els masos rònecs). El 1413 es dona termini d'un any per vendre a vassalls o cedir les terres al senyor.
Durant el regnat d'Alfons el Magnànim (1416-1458), a les Corts de Tortosa de l'any 1430, els senyors van declarar que "els pagesos havien de continuar vivint com ho havien fet sempre i que no tenien dret a proclamar la seva llibertat" i l'Església creia que els pagesos havien de continuar pagant els mateixos drets que pagaven abans de la "injusta demanda de llibertat".

## La situació dels vassalls
Els vassalls havien de viure a les terres que cultivaven sense possibilitat d'eixir-ne sense autorització del seu senyor. No podien vendre els seus immobles i, en cas de morir sense testar o sense descendència, una tercera part del seu patrimoni anava a parar a mans del seu senyor. La dona i filles del pagès podien servir a la casa del senyor si aquest ho decidia.

## El sindicat remença i la preparació de la guerra
Les fortes tensions que es manifesten entre senyors i remences, i la necessitat de la corona de limitar el poder dels nobles, aconsella el rei Alfons, des de Nàpols, a dictar l'1 de juliol de 1448 una reial provisió, en la qual permetia reunions de pagesos, per tractar de la supressió dels mals usos i recaptar fons per pagar al rei la seva intervenció.
Amb aquesta finalitat es constituí un gran sindicat remença, que durant el bienni 1448-1449 tingué, més de 500 reunions controlades per un oficial reial. Aquestes reunions es recullen al Llibre del Sindicat de Remença, el qual s'ha afegit al programa Memòria del món de la UNESCO.
La Diputació del General de Catalunya defensà els interessos dels senyors, i pel gener de 1449 envià ambaixades a Nàpols a parlar amb el rei, s'oposà a fer pública la decisió reial i manà detenir els oficials que la pregonaren.
Col·labora activament amb la Diputació, l'alta noblesa, l'alt clergat i el Consell de Cent, els dirigents del qual i el mateix municipi són propietaris de camperols de remença.
Malgrat la prohibició, es van fer les reunions, però l'oferta feta pels pagesos es va quedar curta davant dels 400.000 florins que van oferir les Corts el 1452.
Noves contraofertes pageses i la negativa de les Corts a fer efectiva l'ajuda mentre el monarca no tornés a Catalunya li van portar a recolzar de nou els remences i a suspendre provisionalment, els mals usos i servituds fins que s'arribés a un acord.
El 14 de gener de 1455, publicà la Sentència interlocutòria, que després d'una nova anul·lació, va ser confirmada en 1457, quan el rei va anunciar que renunciava definitivament a tornar a Catalunya i rebre l'ajuda oferta per les Corts.
Les necessitats econòmiques per si soles no expliquen l'actuació d'Alfons el Magnànim, al qual hauria resultat més fàcil entendre's amb els senyors que amb els camperols. El que estava en joc era el poder polític de Catalunya: el que es discuteix és l'autoritat reial, que no podrà ser efectiva per més diners que es donin al monarca mentre no es recuperi el patrimoni reial i no es redueixin els poders senyorials.
El 27 de juny de 1458 mor sobtadament el rei Alfons a qui succeeix el seu germà Joan II qui, ja havia presidit les Corts de 1454 en la seva qualitat de lloctinent general de la Corona d'Aragó, que li havia atorgat el seu germà.

## Revolta dels remences i guerra civil catalana: dos motius amb enemic comú

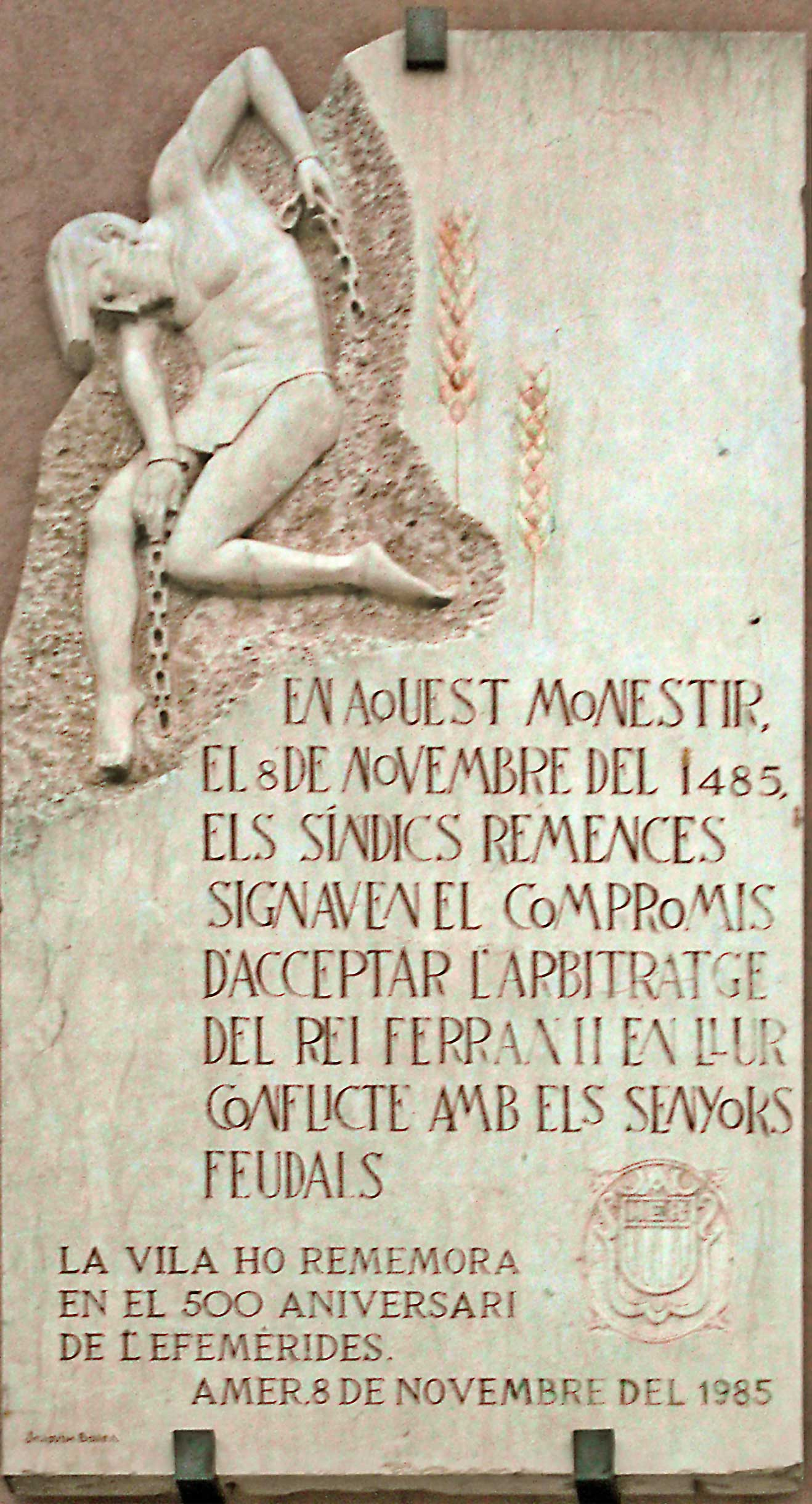
Monument commemoratiu a Amer. En aquest monestir, el 8 de novembre del 1485, els síndics remences signaven el compromís d'acceptar l'arbitratge del Rei Ferran II en llur conflicte amb els senyors feudals. La vila ho rememora en el 500 aniversari de l'efemèrides. Amer, 8 de novembre del 1985

Joan II tenia un enfrontament amb el seu fill, Carles de Viana per la corona de Navarra. Carles gaudia de la protecció del seu oncle Alfons, a Nàpols. La mort d'aquest, facilita a Joan II l'empresonament de Carles de Viana. Les Corts de Lleida (1460) assumiran la seva defensa quan és empresonat aquell any, enfrontant-se amb el rei.
La mort el 1461 del príncep Carles, és la guspira que provoca l'inici de la guerra civil catalana entre la Diputació del General de Catalunya i Joan II. Paral·lelament, els remences fan costat al rei i inicien la Revolta dels Remences contra la noblesa i, per tant contra la Diputació que els donava suport. La revolta va ser liderada per Francesc de Verntallat des d'Hostoles i van actuar preferentment a la muntanya. Tot i això, quan deu anys més tard, el 28 d'octubre de 1472, Joan II entra a Barcelona, guanya la guerra, i se signa la Capitulació de Pedralbes, no va abolir ni les servituds ni els mals usos.
Fruit d'un sentiment d'abandonament de la corona a les reivindicacions remences, en 1485 va esclatar una segona revolta remença encapçalada pel remença radical Pere Joan Sala. Esclafada aquesta revolta, Ferran II, fill de Joan II, va dictar la Sentència Arbitral de Guadalupe (1486). Aquesta sentència redimia els mals usos previ pagament de 60 sous per mas i abolia el dret a maltractar i molts altres abusos senyorials menors. Els pagesos van conservar el domini útil del mas, però havien de fer homenatge al senyor i pagar drets emfitèutics i feudals.